# Chełmno (powiat kolski)

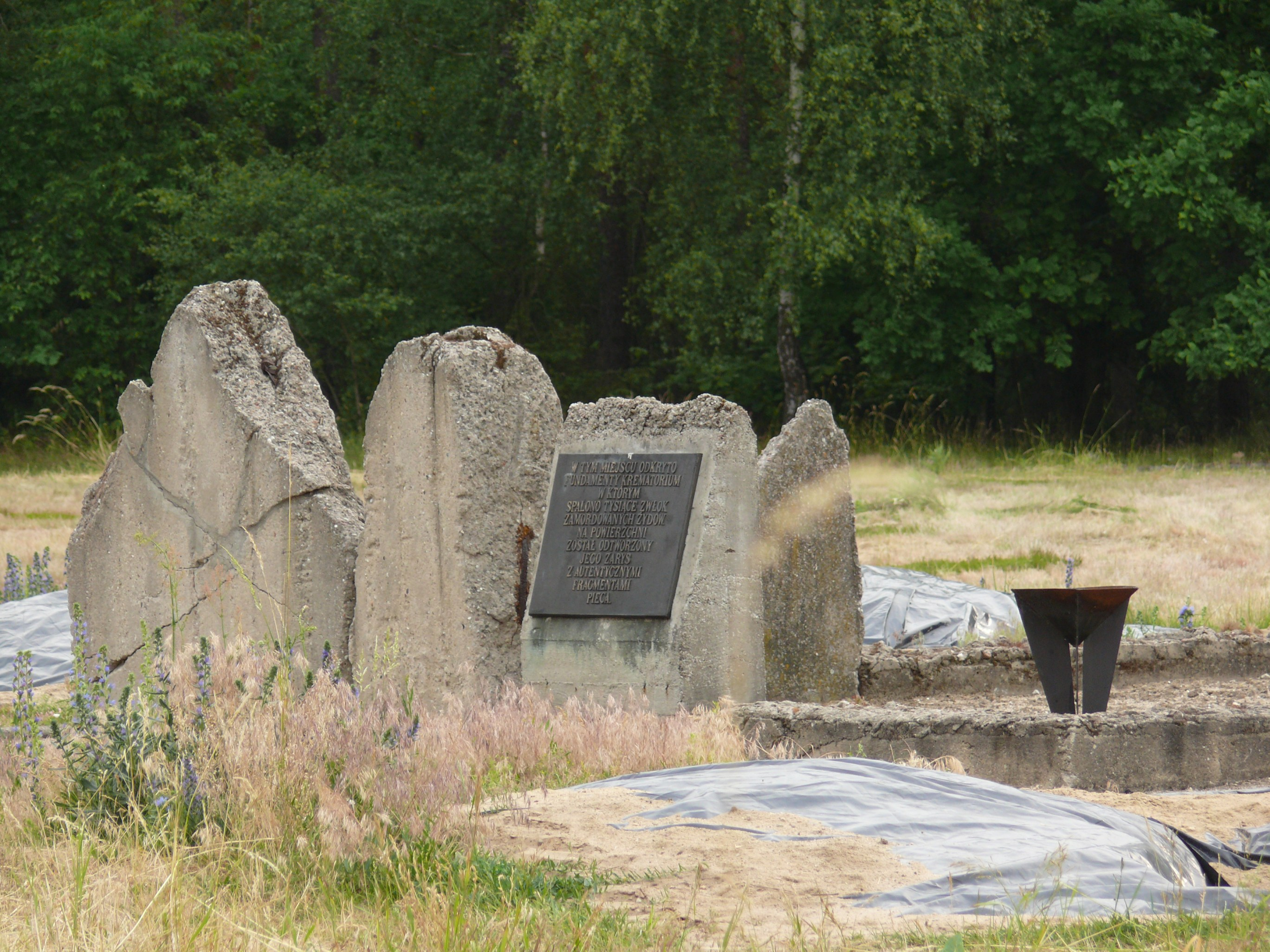
Pozostałości krematorium

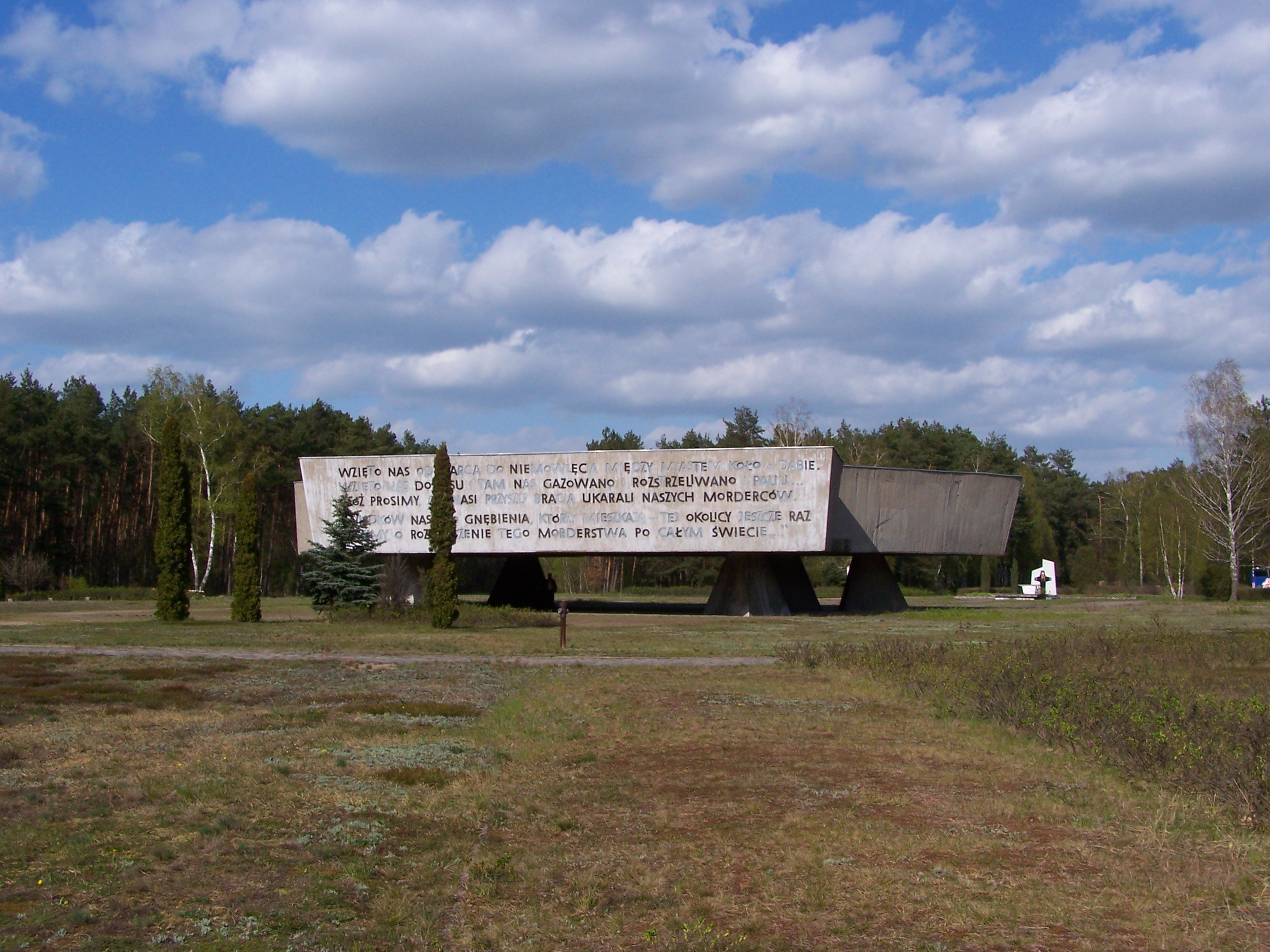
Pomnik na terenie byłego obozu zagłady Kulmhof

Chełmno (nazwa urzędowa), znane także jako Chełmno nad Nerem – wieś w Polsce położona w województwie wielkopolskim, w powiecie kolskim, w gminie Dąbie, nad Nerem.
Wieś arcybiskupstwa gnieźnieńskiego Chełmo, położona w powiecie łęczyckim województwa łęczyckiego w końcu XVI wieku. Do 1954 miejscowość była siedzibą gminy Chełmno. W latach 1975–1998 należała administracyjnie do województwa konińskiego.
W 1941, podczas okupacji Polski, Niemcy utworzyli w Chełmnie obóz zagłady znany jako Kulmhof.

## Historia
Wzmiankowana w języku polskim po raz pierwszy w 1136 pośród innych miejscowości w tzw. Bulli gnieźnieńskiej. Już wówczas była własnością arcybiskupów gnieźnieńskich. Od połowy XVI wieku stanowiła centrum klucza składającego się z sześciu wsi. Istniał tutaj także folwark arcybiskupi. 
W 1837 generał lejtnant wojsk carskich Karol Bystram (1770–1828) otrzymał jako darowiznę majątek. Była to nagroda za zasługi wojenne (m.in. podczas wojen napoleońskich) i tłumienie powstania listopadowego. Po odzyskaniu przez Polskę niepodległości w 1918 majątek i należący do niego pałac przeszedł na własność Skarbu Państwa. 
7 października 1863 w pobliżu wsi doszło do potyczki pomiędzy kilkudziesięcioosobowym oddziałem jazdy powstańczej a kozakami. 
W czasie I wojny światowej w połowie listopada 1914 w okolicach Chełmna i Rzuchowa doszło do bitwy pomiędzy wojskami rosyjskimi i niemieckimi. Świadectwem tamtych wydarzeń jest cmentarz wojenny, na którym spoczywają polegli w bitwie żołnierze. 
W okresie okupacji (1939–1945) Niemcy zmienili nazwę wsi na niem. Kulmhof an der Nehr. W czasach II wojny światowej istniał tutaj niemiecki obóz zagłady Kulmhof. Za próbę poinformowania opinii publicznej o istnieniu obozu, 31 stycznia 1942 Niemcy aresztowali sekretarza gminy Stanisława Kaszyńskiego. Wkrótce potem aresztowano również jego żonę Karolinę Kaszyńską. Kaszyński zginął rozstrzelany trzy dni później. 7 kwietnia 1943 pałacyk został zburzony przez Niemców. 
W 1973 otwarto nowo wybudowaną szkołę podstawową, która od 1999 nosi imię Adama Mickiewicza.

## Kościół
We wsi, na stromym zboczu doliny rzeki Ner, znajduje się eklektyczny kościół Narodzenia Najświętszej Maryi Panny z 1875 r. Budynek kościoła zaprojektował inżynier powiatowy Ignacy Miłobędzki, ojciec Tadeusza Miłobędzkiego, profesora chemii, który w latach 1920–1921 pełnił funkcję rektora SGGW w Warszawie. Ołtarz główny z obrazem Matki Boskiej Częstochowskiej oraz rzeźbami św. Piotra i św. Pawła. Na początku lat 90. XX wieku gruntownie przebudowano prezbiterium świątyni. W latach 1944–1945 w budynku kościoła Niemcy zorganizowali „stację obnażenia”. Żydów ograbiano z bagaży i odzieży, ładowano do samochodów – komór gazowych. Fakt ten upamiętnia pomnik przy kościele.

## Ośrodek zagłady
W 1941 Niemcy utworzyli tutaj jeden z pięciu – obok Bełżca, Sobiboru, Treblinki i Auschwitz-Birkenau – na ziemiach polskich ośrodków zagłady pod niemiecką nazwą tej miejscowości Kulmhof am Nehr. Przed przystąpieniem do jego organizacji wywieźli ze wsi większość jej mieszkańców. Ośrodek składał się z dwóch elementów. Pierwszy znajdował się w pałacu d. właścicieli Chełmna z parkiem, który otoczono wysokim drewnianym parkanem.
Drugim elementem był pobliski las rzuchowski, gdzie grzebano ofiary zagłady.
U zarania swej działalności ośrodek stał się najpierw miejscem zagłady ludności żydowskiej z okolicznych powiatów. Następnie łódzkich Żydów, ok. 5000 Cyganów, którzy przeszli przez łódzkie getto, oraz ok. 15 000 Żydów z Europy Zachodniej, uprzednio przywiezionych do łódzkiego getta.
Współdziałanie obu tych elementów zostało tak opracowanie przez oprawców, aby ofiary do momentu znalezienia się w ruchomej komorze gazowej zamontowanej na samochodzie nie zorientowały się w istocie tego miejsca. Przywożone tu ofiary były natychmiast likwidowane, miejsce nie było przewidziane do przetrzymywania przez dłuższy czas jakichkolwiek grup Żydów. Wyjątkiem była kilkudziesięcioosobowa grupa mężczyzn zmuszonych do „pracy” przy procesie zagłady. Nocą przetrzymywano ich w podziemiach pałacu chełmskiego. Przy najmniejszym objawie opóźniania się w tym działaniu, a tym bardziej jakiejkolwiek formy oporu, byli oni natychmiast zabijani, zaś na ich miejsce z kolejnego transportu wybierano następne osoby.
Przywiezione osoby najpierw wprowadzano na dziedziniec pałacowy. Tu wyznaczony esesman informował ofiary, że zostaną najpierw poddane kąpieli, a potem skierowane do obozu pracy. W tym celu musieli pozostawić na dziedzińcu wszystkie swoje rzeczy i ubrania. Następnie grupami po kilkadziesiąt osób byli wprowadzani do pałacu, przez który przechodzili do rampy na jego tyłach, gdzie podjeżdżały auta, na których zamontowano szczelnie zamykane konstrukcje. Po wypełnieniu maksymalnie tej ruchomej komory gazowej zamykano jej drzwi, a następnie kierowca włączał silnik auta, z którego spaliny były kierowane do wnętrza komory. Kierowca miał możliwość obserwacji z kabiny postępu duszenia się ofiar. W odpowiednim momencie proces napełniania komory spalinami był kończony i auto ruszało powoli w stronę lasu rzuchowskiego, odległego o ok. 4 kilometry. Tu komando Żydów wyrzucało zwłoki do masowych grobów. W przypadku natrafienia na osobę jeszcze żyjącą była ona zabijana przez nadzorujących proces zagłady wachmanów. Zdarzały się też przypadki pogrzebania żywcem. Ponadto, przed zrzuceniem zwłok do grobu, były one poddawane szczegółowej rewizji w celu odnalezienia precjozów lub waluty. Dokonywali tego również zmuszeni do tego robotnicy żydowscy.
Początkowo zwłoki zakopywano we wspólnych mogiłach. Od lata 1942 r. podjęto akcję ich wydobycia i palenia w ogromnych ogniskach. W tym celu wybudowano także dwa prowizoryczne piece krematoryjne.
Szczegółowo proces zagłady został przedstawiony między innymi w Medalionach Zofii Nałkowskiej, w opowiadaniu-relacji pt. Człowiek jest mocny (tam wszakże autorka posługuje się odmienną pisownią nazwy pierwotnego miejsca pochówku ofiar, tj. używa terminu Żuchowski las), na bazie wspomnienia jednego z trzech ocalałych z tego miejsca zagłady Michała (Mordechaja) Podchlebnika robotnika zmuszonego do pracy w procesie zagłady, któremu udało się stamtąd zbiec.
Ośrodek funkcjonował od 8 grudnia 1941 do kwietnia 1943 oraz krótko w połowie 1944 r., kiedy to podjęto akcję ostatecznej likwidacji łódzkiego getta. Do Kulmhof wywieziono wówczas ofiary pierwszego etapu, w czerwcu. Potem kierowano je już tylko do komór gazowych Auschwitz-Birkenau.
Według historyków zginęło tutaj ponad 300 000 osób, przede wszystkim Żydów, nieliczni Polacy oraz wspomniana wyżej 5-tysięczna grupa Cyganów.
Załogę stanowiło kilkunastu funkcjonariuszy gestapo z Poznania oraz kilkuset żandarmów i policjantów, tworzących tzw. Sonderkommando.
Ośrodek zagłady w Kulmhof a. Nehr (Chełmno n. Nerem) odegrał ważną rolę w organizacji procesu zagłady ludności żydowskiej w ramach zbrodniczej nazistowskiej akcji ostatecznego rozwiązania kwestii żydowskiej. Był jego „ośrodkiem doświadczalnym” w kwestii sposobu szybkiego uśmiercania dużych grup ludzi. Korzenie powstania komór gazowych Auschwitz-Birkenau tkwią w Chełmnie.
Obecnie na miejscu obozu mieści się muzeum i oraz monumentalny pomnik wzniesiony 27 września 1964 r. Potężna betonowa płyta o wymiarach 35 i 36 m i wysokości 6–7 m, wsparta jest na pięciu piramidach. Na jej przedniej ścianie znajduje się olbrzymia płaskorzeźba, przedstawiająca sceny męczeństwa więźniów. Obok widnieje napis – Pamiętamy. Na tylnej ścianie pomnika wyryto fragment wstrząsającego listu napisanego przez jedną z ofiar:
„Wzięto nas od starca do niemowlęcia między miastem Koło a Dąbie. Wzięto nas do lasu i tam nas gazowano i rozstrzeliwano i palili... Otóż prosimy, aby nasi przyszli bracia ukarali naszych morderców. Świadków naszego gnębienia, którzy mieszkają w tej okolicy jeszcze raz prosimy o rozgłoszenie tego morderstwa po całym świecie...”
Po południowej stronie pomnika utworzono lapidarium nagrobków ze zniszczonego w latach 1941–1943 cmentarza żydowskiego w Turku. W głębi lasu – obok zrekonstruowanych fragmentów krematorium i zbiorowych mogił – ustawiono w 1990 r. Ścianę Pamięci. Przy niej znajdują się liczne tablice i pomniki upamiętniające ofiary Holocaustu.